# Danh sách giải thưởng và đề cử của Lily Allen
Dưới đây là danh sách các giải thưởng và đề cử mà nữ ca sĩ người Anh Lily Allen đã được nhận trong sự nghiệp của mình.

## The Best Of Music in 2009 & The Decade Awards
| Năm  | Đề cử / Tác phẩm                     | Giải thưởng        | Kết quả |
| ---- | ------------------------------------ | ------------------ | ------- |
| 2009 | Bài hát của năm - "The Fear"         | 6th Place          | Đề cử   |
| 2009 | Album của năm - It's Not Me It's You | 9th Place          | Đề cử   |
| 2009 | Bài hát của thập kỉ - "Smile"        | Honorable Mentions | Đề cử   |

## BMI Awards
| Năm  | Đề cử / Tác phẩm | Giải thưởng  | Kết quả   |
| ---- | ---------------- | ------------ | --------- |
| 2008 | "Smile"          | BMI Pop Song | Đoạt giải |
| 2010 | "The Fear"       | BMI Pop Song | Đoạt giải |

## Giải BRIT
| Năm  | Đề cử / Tác phẩm      | Giải thưởng                | Kết quả   |
| ---- | --------------------- | -------------------------- | --------- |
| 2007 | Lily Allen            | British Female Solo Artist | Đề cử     |
| 2007 | Alright, Still        | MasterCard British Album   | Đề cử     |
| 2007 | Lily Allen            | British Breakthrough Act   | Đề cử     |
| 2007 | "Smile"               | British Single             | Được chọn |
| 2010 | Lily Allen            | British Female Solo Artist | Đoạt giải |
| 2010 | It's Not Me, It's You | MasterCard British Album   | Đề cử     |
| 2010 | "The Fear"            | British Single             | Đề cử     |

## BT Digital Music Awards
| Năm  | Đề cử / Tác phẩm | Giải thưởng     | Kết quả   |
| ---- | ---------------- | --------------- | --------- |
| 2006 | Lily Allen       | Best Pop Artist | Đoạt giải |

## Download Music Awards
| Năm  | Đề cử / Tác phẩm      | Giải thưởng      | Kết quả   |
| ---- | --------------------- | ---------------- | --------- |
| 2009 | It's Not Me, It's You | Best Album       | Đoạt giải |
| 2009 | "Not Fair"            | Best Music Video | Đề cử     |
| 2009 | Lily Allen            | Best Female Act  | Đề cử     |
| 2009 | "Not Fair"            | Best Single      | Đề cử     |

## Fonogram Awards
| Năm  | Đề cử / Tác phẩm      | Giải thưởng                                                 | Kết quả |
| ---- | --------------------- | ----------------------------------------------------------- | ------- |
| 2010 | It's Not Me, It's You | Fonogram Award for Best International Modern Pop/Rock Album | Đề cử   |

## Giải Glamour Woman of the Year
| Năm  | Đề cử / Tác phẩm | Giải thưởng            | Kết quả   |
| ---- | ---------------- | ---------------------- | --------- |
| 2008 | Lily Allen       | Editor's Special Award | Đoạt giải |
| 2009 | Lily Allen       | Best UK Solo Artist    | Đề cử     |
| 2010 | Lily Allen       | Best UK Solo Artist    | Đoạt giải |

## Giải Đĩa đơn nhạc số Vàng
| Năm  | Đề cử / Tác phẩm | Giải thưởng | Kết quả   |
| ---- | ---------------- | ----------- | --------- |
| 2009 | Best Track       | "The Fear"  | Đoạt giải |

## Giải Global Mobile
| Năm  | Đề cử / Tác phẩm | Giải thưởng               | Kết quả   |
| ---- | ---------------- | ------------------------- | --------- |
| 2007 | Lily Allen       | The Artist Campaign Award | Đoạt giải |

## Giải Grammy
Giải Grammy là giải thưởng thường niên của Viện thu âm nghệ thuật và khoa học quốc gia Hoa Kỳ. Allen đã được nhận một đề cử.
| Năm  | Đề cử / Tác phẩm | Giải thưởng                          | Kết quả |
| ---- | ---------------- | ------------------------------------ | ------- |
| 2008 | Alright, Still   | Album nhạc alternative xuất sắc nhất | Đề cử   |

## Giải GQ Men of the Year
| Năm  | Đề cử / Tác phẩm | Giải thưởng       | Kết quả   |
| ---- | ---------------- | ----------------- | --------- |
| 2009 | Lily Allen       | Woman of the Year | Đoạt giải |

## Giải Highstreet Fashion
| Năm  | Đề cử / Tác phẩm | Giải thưởng            | Kết quả |
| ---- | ---------------- | ---------------------- | ------- |
| 2008 | Lily Allen       | Best Dressed Celebrity | Đề cử   |

## Giải Imagina
| Năm  | Đề cử / Tác phẩm | Giải thưởng                      | Kết quả   |
| ---- | ---------------- | -------------------------------- | --------- |
| 2010 | Lily Allen       | Video xuất sắc nhất - "Fuck You" | Đoạt giải |

## Giải Ivor Novello
| Năm  | Đề cử / Tác phẩm | Giải thưởng                                            | Kết quả   |
| ---- | ---------------- | ------------------------------------------------------ | --------- |
| 2010 | Lily Allen       | Nhạc sĩ của năm cùng Greg Kurstin                      | Đoạt giải |
| 2010 | "The Fear"       | Bài hát có nhạc và lời xuất sắc nhất cùng Greg Kurstin | Đoạt giải |
| 2010 | "The Fear"       | PRS for Music Most Performed Work                      | Đoạt giải |

## Los Premios MTV Latinoamérica
| Năm  | Đề cử / Tác phẩm | Giải thưởng                       | Kết quả |
| ---- | ---------------- | --------------------------------- | ------- |
| 2007 | Lily Allen       | Nghệ sĩ quốc tế mới xuất sắc nhất | Đề cử   |

## Giải Meteor Ireland Music
| Năm  | Đề cử / Tác phẩm | Giải thưởng                      | Kết quả   |
| ---- | ---------------- | -------------------------------- | --------- |
| 2007 | Lily Allen       | Nữ nghệ sĩ quốc tế xuất sắc nhất | Đoạt giải |
| 2010 | Lily Allen       | Nữ nghệ sĩ quốc tế xuất sắc nhất | Đề cử     |

## Giải MP3 Music
| Năm  | Đề cử / Tác phẩm                             | Giải thưởng                           | Kết quả   |
| ---- | -------------------------------------------- | ------------------------------------- | --------- |
| 2009 | "The Fear"                                   | Giải Indie/Rock/Pop                   | Đề cử     |
| 2010 | "Just Be Good to Green" với Professor Green" | Giải RCD (Radio / Charts / Downloads) | Đoạt giải |

## Giải Video âm nhạc của MTV Úc
| Năm  | Đề cử / Tác phẩm | Giải thưởng         | Kết quả |
| ---- | ---------------- | ------------------- | ------- |
| 2007 | "Smile"          | Spankin' New Artist | Đề cử   |

## Giải thưởng âm nhạc của MTV châu Âu
| Năm  | Đề cử / Tác phẩm | Giải thưởng           | Kết quả |
| ---- | ---------------- | --------------------- | ------- |
| 2006 | Lily Allen       | Best UK & Ireland Act | Đề cử   |
| 2007 | Lily Allen       | Artist Choice         | Đề cử   |

## Giải Video âm nhạc của MTV
| Năm  | Đề cử / Tác phẩm | Giải thưởng     | Kết quả |
| ---- | ---------------- | --------------- | ------- |
| 2007 | Lily Allen       | Best New Artist | Đề cử   |

## Giải Video âm nhạc của MTV Nhật Bản
| Năm  | Đề cử / Tác phẩm | Giải thưởng           | Kết quả |
| ---- | ---------------- | --------------------- | ------- |
| 2007 | "Smile"          | Best New Artist Video | Đề cử   |
| 2007 | "Smile"          | Best Reggae Video     | Đề cử   |
| 2009 | "The Fear"       | Best Pop Video        | Đề cử   |

## Giải Video âm nhạc của MTV Brasil
| Năm  | Đề cử / Tác phẩm | Giải thưởng             | Kết quả |
| ---- | ---------------- | ----------------------- | ------- |
| 2009 | Lily Allen       | Nghệ sĩ quốc tế của năm | Đề cử   |

## Giải mtvU Woodie
| Năm  | Đề cử / Tác phẩm | Giải thưởng        | Kết quả |
| ---- | ---------------- | ------------------ | ------- |
| 2007 | Lily Allen       | Woodie of the Year | Đề cử   |
| 2007 | "Smile"          | Viral Woodie       | Đề cử   |

## Morgan Awards
| Năm  | Đề cử / Tác phẩm | Giải thưởng | Kết quả   |
| ---- | ---------------- | ----------- | --------- |
| 2009 | Lily Allen       | Best Insult | Đoạt giải |

## Giải Music Week
| Năm  | Đề cử / Tác phẩm | Giải thưởng                       | Kết quả   |
| ---- | ---------------- | --------------------------------- | --------- |
| 2007 | Lily Allen       | UK Marketing Campaign of the Year | Đoạt giải |

## Giải NME

### Giải NME Hoa Kỳ
| Năm  | Đề cử / Tác phẩm | Giải thưởng                                              | Kết quả |
| ---- | ---------------- | -------------------------------------------------------- | ------- |
| 2008 | Lily Allen       | Nghệ sĩ alternative indie/quốc tế solo mới xuất sắc nhất | Đề cử   |

### Giải Shockwaves NME
| Năm  | Đề cử / Tác phẩm                                | Giải thưởng              | Kết quả   |
| ---- | ----------------------------------------------- | ------------------------ | --------- |
| 2007 | Lily Allen                                      | Best Solo Artist         | Đề cử     |
| 2007 | Lily Allen                                      | Sexiest Woman            | Đề cử     |
| 2007 | Alright, Still                                  | Worst Album              | Đề cử     |
| 2007 | Lily Allen                                      | Worst Dressed            | Đoạt giải |
| 2008 | Lily Allen (www.myspace.com/lilymusic)          | Best Band Blog           | Đề cử     |
| 2010 | Lily Allen for her Twitter ticket treasure hunt | Giving It Back Fan Award | Đoạt giải |
| 2010 | Lily Allen                                      | Hottest Woman            | Đề cử     |

## Giải âm nhạc của NRJ
| Năm  | Đề cử / Tác phẩm | Giải thưởng                          | Kết quả |
| ---- | ---------------- | ------------------------------------ | ------- |
| 2007 | Lily Allen       | International Revelation of the Year | Đề cử   |
| 2010 | Lily Allen       | Nữ nghệ sĩ quốc tế của năm           | Đề cử   |
| 2010 | "Fuck You"       | Ca khúc quốc tế của năm              | Đề cử   |

## Giải âm nhạc Popjustice £20
| Năm  | Đề cử / Tác phẩm | Giải thưởng | Kết quả |
| ---- | ---------------- | ----------- | ------- |
| 2006 | "Smile"          |             | Đề cử   |
| 2009 | "The Fear"       |             | Đề cử   |

## Premios Oye!
| Năm  | Đề cử / Tác phẩm | Giải thưởng                      | Kết quả   |
| ---- | ---------------- | -------------------------------- | --------- |
| 2007 | Alright, Still   | English Breakthrough of the Year | Đoạt giải |

## Q Awards
| Năm  | Đề cử / Tác phẩm | Giải thưởng  | Kết quả   |
| ---- | ---------------- | ------------ | --------- |
| 2006 | Lily Allen       | Best New Act | Đề cử     |
| 2007 | "Alfie"          | Best Video   | Đề cử     |
| 2009 | "The Fear"       | Best Track   | Đoạt giải |

## Giải Soul and Jazz
| Năm  | Đề cử / Tác phẩm      | Giải thưởng                                        | Kết quả   |
| ---- | --------------------- | -------------------------------------------------- | --------- |
| 2010 | Lily Allen            | Nghệ sĩ của năm                                    | Đề cử     |
| 2010 | Lily Allen            | Nghệ sĩ thể hiện alternative xuất sắc nhất của năm | Đề cử     |
| 2010 | It's Not Me, It's You | Album nhạc pop xuất sắc nhất của năm               | Đề cử     |
| 2010 | It's Not Me, It's You | Album alternative xuất sắc nhất của năm            | Đề cử     |
| 2010 | "The Fear"            | Ca khúc alternative xuất sắc nhất                  | Đoạt giải |

## Teen Choice Awards
| Năm  | Đề cử / Tác phẩm | Giải thưởng                            | Kết quả |
| ---- | ---------------- | -------------------------------------- | ------- |
| 2007 | Lily Allen       | Choice Music: Breakout Artist - Female | Đề cử   |

## Giải SUN
| Năm  | Đề cử / Tác phẩm | Giải thưởng  | Kết quả   |
| ---- | ---------------- | ------------ | --------- |
| 2006 | Lily Allen       | Best New Act | Đoạt giải |

## Giải Thu âm của năm
| Năm  | Đề cử / Tác phẩm | Giải thưởng      | Kết quả |
| ---- | ---------------- | ---------------- | ------- |
| 2006 | Lily Allen       | Smile - thứ 9    | Đề cử   |
| 2009 | Lily Allen       | The Fear - thứ 5 | Đề cử   |

## Giải TMF
| Năm  | Đề cử / Tác phẩm | Giải thưởng                   | Kết quả |
| ---- | ---------------- | ----------------------------- | ------- |
| 2006 | Lily Allen       | Best International New Artist | Đề cử   |

## UK Festival of the Year
| Năm  | Đề cử / Tác phẩm | Giải thưởng                                                        | Kết quả   |
| ---- | ---------------- | ------------------------------------------------------------------ | --------- |
| 2006 | Lily Allen       | Festival Pop Act                                                   | Đề cử     |
| 2006 | Lily Allen       | Festival Breakthrough Act                                          | Đề cử     |
| 2007 | Lily Allen       | Festival Pop Act                                                   | Đề cử     |
| 2009 | Lily Allen       | Festival Fitty of the Year - Girls                                 | Đoạt giải |
| 2010 | Lily Allen       | Best Headline Performance                                          | Được chọn |
| 2010 | Lily Allen       | Feel-Good Act of the Summer                                        | Được chọn |
| 2010 | Lily Allen       | Anthem of the Year - "Just be Good to Green" (với Professor Green) | Được chọn |

## Giải Video âm nhạc của MTV Anh
| Năm  | Đề cử / Tác phẩm               | Giải thưởng | Kết quả |
| ---- | ------------------------------ | ----------- | ------- |
| 2010 | Best Visual Effects in a Video | "Fuck You"  | Đề cử   |

## UMA UK
| Năm  | Đề cử / Tác phẩm | Giải thưởng                       | Kết quả   |
| ---- | ---------------- | --------------------------------- | --------- |
| 2006 | Alright, Still   | Album xuất sắc nhất               | Đoạt giải |
| 2006 | Lily Allen       | Thành tích xếp hạng xuất sắc nhất | Đề cử     |

## Kickers UMA
| Năm  | Đề cử / Tác phẩm | Giải thưởng              | Kết quả |
| ---- | ---------------- | ------------------------ | ------- |
| 2007 | Alright, Still   | Best Album               | Đề cử   |
| 2007 | Lily Allen       | Best Crossover Chart Act | Đề cử   |

## Giải thưởng âm nhạc của Virgin Media
| Năm  | Đề cử / Tác phẩm      | Giải thưởng         | Kết quả   |
| ---- | --------------------- | ------------------- | --------- |
| 2009 | It's Not Me, It's You | Album xuất sắc nhất | Đề cử     |
| 2009 | "The Fear"            | Track xuất sắc nhất | Đoạt giải |
| 2009 | Lily Allen            | Hottest Female      | Đề cử     |
| 2009 | Lily Allen            | Twit của năm        | Đề cử     |

## Giải âm nhạc của Vodafone Live
| Năm  | Đề cử / Tác phẩm | Giải thưởng      | Kết quả |
| ---- | ---------------- | ---------------- | ------- |
| 2007 | Lily Allen       | Best Female Live | Đề cử   |